# Tremella pertusariae
Tremella pertusariae är en svampart som beskrevs av Diederich 1996. Tremella pertusariae ingår i släktet Tremella och familjen Tremellaceae.   Inga underarter finns listade i Catalogue of Life.